# تعطیلات زمستانی
تعطیلات زمستانی (ایتالیایی: La settimana bianca) یک فیلم کمدی سکسی سبک ایتالیایی به کارگردانی ماریانو لائورنتی است که در سال ۱۹۸۰ منتشر شد.

## گزیدهٔ بازیگران
- آنا ماریا ریتسولی
- جانفرانکو دانجلو
- انتسو کاناواله
- بومبولو
- جیمی ایل فنومنو
- کارمن روسو
- وینچنتسو کروچیتی
- جاکومو فوریا
- سال بورجسه